# Larry Huffman
Larry Huffman foi um dos mais famosos locutores mundiais. Foi apelidado de "Supermouth" (superboca) pelo Los Angeles Times por conseguir falar mais de 300 palavras em um minuto. Ganhou notoriedade por anunciar diversos eventos desportivos (principalmente motociclísticos e automobilísticos) no Japão, Canadá e em praticamente todos os grandes estádios dos Estados Unidos. Atuou como comentarista da ABC, CBS, NBC, TNN, ESPN e Speedvision. Larry também produziu e organizou o seu próprio programa na televisão intitulado de "Motorcycle World with Larry Huffman".
No Brasil, ele ficou conhecido por ser o narrador do jogo eletrônico Rock n' Roll Racing. Morreu em julho de 2024, aos 82 anos.

## Prêmios e honrarias
- 2008 - Incluído no Motorcycle Hall of Fame da AMA.